# Sport.ru
SPORT.RU — российское новостное спортивное интернет-издание. В современном формате существует с 2002 года. 
Среди продуктов Sport.ru - оперативная новостная лента, текстовые трансляции, аналитические материалы и комментарии. 
В феврале 2022 года установил рекорд среднесуточной посещаемости (500 тысяч просмотров), при этом в один из дней был установлен рекорд суточной посещаемости (1 млн показов). 
Издание характеризуется выраженной патриотической направленностью, российский спорт и российские спортсмены являются главными в новостной повестке издания. 
Офис Sport.ru находится в Санкт-Петербурге. Свидетельство о регистрации СМИ ЭЛ №ФС77-72594 от 04.04.2018.
Генеральный директор с момента основания — Кирилл Алексеевич Сторчак. 